# Records de Moldavie d'athlétisme
Les records de Moldavie d'athlétisme sont les meilleures performances réalisées par un ou une athlète moldaves et homologuées par la Fédération d'athlétisme de la République de Moldavie.

## Records de Moldavie

### Hommes
| Discipline            | Performance | Athlète                                                                                                  | Date              | Compétition              | Lieu         | Réf. |
| --------------------- | --- | --- | ----------------- | ------------------------ | ------------ | ---- |
| 100 m                 | 10 s 30 (+ 0,4 m/s) | Alexandr Afteni                                                                                          | 19 juillet 1984   |                          | Moscou       |      |
| 200 m                 | 2 s 15 (- 0,2 m/s) | Yuriy Yordanov                                                                                           | 16 septembre 1984 |                          | Bakou        |      |
| 400 m                 | 46 s 57 | Sergey Grigoryev                                                                                         | 5 juillet 1984    |                          | Kiev         |      |
| 800 m                 | 1 min 47 s 18 | Vitaliy Cherkes                                                                                          | 19 août 2000      |                          | Staiki       |      |
| 1 500 m               | 3 min 37 s 2 | Anatoliy Mamontov                                                                                        | 22 juillet 1976   |                          | Podolsk      |      |
| 3 000 m               | 7 min 52 s 5 | Anatoliy Mamontov                                                                                        | 28 avril 1980     |                          | Sotchi       |      |
| 5 000 m               | 13 min 47 s 6 | Igor Braslavskiy                                                                                         | 14 septembre 1972 |                          | Chisinau     |      |
| 10 000 m              | 28 min 16 s 4 | Vasiliy Nikolayev                                                                                        | 18 juillet 1978   |                          | Vilnius      |      |
| 10 km (route)         | 28 min 54 s 1 | Vasiliy Nikolayev                                                                                        | 26 septembre 2009 |                          | Carouge      |      |
| 15 km (route)         | 45 min 58 s | Vasiliy Nikolayev                                                                                        | 10 octobre 2004   |                          | Istanbul     |      |
| Semi-marathon         | 1 h 3 min 39 s | Iaroslav Mușinschi                                                                                       | 7 mai 2006        |                          | Pristina     |      |
| Marathon              | 2 h 08 min 32 s | Iaroslav Mușinschi                                                                                       | 2 mai 2010        | Marathon de Düsseldorf   | Düsseldorf   |      |
| 110 m haies           | 13 s 58 (+ 0,2 m/s) | Aleksandr Yenko                                                                                          | 6 juillet 1995    |                          | Gomel        |      |
| 400 m haies           | 48 s 61 | Vadim Zadoynov                                                                                           | 29 août 1990      | Championnats d'Europe    | Split        |      |
| 3 000 m steeple       | 8 min 18 s 97 | Ion Luchianov                                                                                            | 16 août 2008      | Jeux olympiques          | Pékin        |      |
| Saut en hauteur       | 2,25 m | Radu Tucan                                                                                               | 30 mai 2008       |                          | Chisinau     |      |
| Saut en hauteur       | 2,25 m | Andrei Mîţîcov                                                                                           | 28 mai 2016       |                          | Tiraspol     |      |
| Saut à la perche      | 5,70 m | Aleksandr Zhukov                                                                                         | 20 juin 1987      |                          | Tcheliabinsk |      |
| Saut en longueur      | 8,25 m (+ 1,6 m/s) | Sergey Podgayniy                                                                                         | 18 août 1990      |                          | Chisinau     |      |
| Triple saut           | 17,06 m (+ 0,0 m/s) | Vladimir Letnicov                                                                                        | 23 juin 2002      |                          | Belgrade     |      |
| Lancer du poids       | 20,64 m | Ivan Emelianov                                                                                           | 29 mai 2011       |                          | Chisinau     |      |
| Lancer du disque      | 65,46 m | Georgiy Zelentsov                                                                                        | 19 octobre 1980   |                          | Yerevan      |      |
| Lancer du marteau     | 78,72 m | Serghei Marghiev                                                                                         | 30 mai 2015       | Championnats de Moldavie | Chisinau     |      |
| Lancer du javelot     | 84,43 m | Andrian Mardare                                                                                          | 4 juin 2018       | Mémorial Josef-Odložil   | Prague       |      |
| Décathlon             | 8 288 pts | Valeriy Kachanov                                                                                         | 20-21 juin 1980   |                          | Moscou       |      |
| Décathlon             | 11 s 08 (100 m), 7,54 m (saut en longueur), 14,53 m (lancer du poids), 2,08 m (saut en hauteur), 48 s 70 (400 m) / 14 s 61 (+0,8 m/s) (110 m haies), 46,10 m (lancer du disque), 4,50 m (saut à la perche), 58,10 m (javelot), 4 min 17 s 4 (1500 m) | |                   |                          |              |      |
| 20 km marche (route)  | 1 h 19 min 32 s | Victor Mostovik                                                                                          | 3 mai 1987        |                          | New York     |      |
| 50 km marche (route)  | h 01 min 38 s | Feodosii Chumachenko                                                                                     | 24 septembre 1999 |                          | Kiev         |      |
| Relais 4 × 100 mètres | 40 s 70 | Equipe de la République socialiste soviétique moldave Alexandru Gancenco Yuriy Yordanov Alexandr Afteni  | 29 juillet 1979   |                          | Moscou       |      |
| Relais 4 × 400 mètres | 3 min 7 s 65 | Equipe de la République socialiste soviétique moldave A. Bazarov Y. Shipulin S. Lachiza Sergey Grigoryev | 16 août 1988      |                          | Kiev         |      |

### Femmes
| Discipline          | Performance | Athlète                                                                 | Date              | Compétition                            | Lieu                                 | Réf.  |
| ------------------- | --- | ----------------------------------------------------------------------- | ----------------- | -------------------------------------- | ------------------------------------ | ----- |
| 100 m               | 11 s 58 (+2.0 m/s) | Irina Grigoryeva                                                        | 28 juin 1985      |                                        | Tallinn, Union Soviétique            |       |
| 200 m               | 23 s 54 (+1.8 m/s) | Jana Burtasenkova                                                       | 13 juin1993       |                                        | Rotterdam, Pays-bas                  |       |
| 400 m               | 52 s 00 | Olesea Cojuhari                                                         | 15 juin 2012      | Grand Prix                             | Bucarest, Roumanie                   | [ 1 ] |
| 800 m               | 1 min 59 s 3 Modèle:AthAbbr | Lyubov Ivanova                                                          | 12 août 1978      |                                        | Podolsk, Union Soviétique            |       |
| 1500 m              | 3 min 57 s 05 | Svetlana Guskova                                                        | 27 juillet 1982   |                                        | Kiev, Union Soviétique               |       |
| 3000 m              | 8 min 29 s 36 | Svetlana Guskova                                                        | 25 juillet 1982   |                                        | Kiev, Union Soviétique               |       |
| 5000 m              | 15 min 02 s 12 | Svetlana Guskova                                                        | 21 juin 1986      |                                        | Tallinn, Union Soviétique            |       |
| 5 km (road)         | 16 min 09 s | Tatyana Zuyeva                                                          | 6 février 1993    |                                        | Gainesville, États-Unis              | [ 2 ] |
| 10 000 m            | 31 min 42 s 43 | Svetlana Guskova                                                        | 30 août 1986      |                                        | Stuttgart, RFA                       |       |
| 10 km (road)        | 33 min 21 s | Tatyana Zuyeva                                                          | 5 mars 1994       |                                        | Plant City, États-Unis               |       |
| 15 km (road)        | 50 min 09 s Modèle:AthAbbr | Lilia Fisikovici                                                        | 15 septembre 2018 | Semi-marathon d'Ústí nad Labem         | Ústí nad Labem, République tchèque   | [ 3 ] |
| 20 km (road)        | 1:08:37Modèle:AthAbbr | Lilia Fisikovici                                                        | 24 March 2018     | Championnats du monde de semi-marathon | Valence, Espagne                     | [ 4 ] |
| Semi marathon       | 1 h 10 min 45 s | Lilia Fisikovici                                                        | 15 septembre 2018 | Semi-marathon d'Ústí nad Labem         | Ústí nad Labem, République tchèque   | [ 5 ] |
| 25 km (road)        | 1 h 26 min 22 s Modèle:AthAbbr | Lilia Fisikovici                                                        | 28 avril 2019     | Marathon de Londres                    | Londres, Royaume-Uni                 | [ 6 ] |
| 30 km (road)        | 1 h 44 min 03 s Modèle:AthAbbr | Lilia Fisikovici                                                        | 28 avril 2019     | Marathon de Londres                    | Londres, Royaume-Uni                 | [ 6 ] |
| Marathon            | 2 h 27 min 26 s | Lilia Fisikovici                                                        | 28 avril 2019     | Marathon de Londres                    | Londres, Royaume-Uni                 | [ 7 ] |
| 6 heures (road)     | 68,635 km | Natalia Zbirnea                                                         | 3 juin 2023       |                                        | Chisinau, Moldavie                   |       |
| 12-hour run (road)  | 108.145 km | Eugenia Baltag                                                          | 23 mai 2021       |                                        | Chisinau, Moldavie                   |       |
| 24-hour run (road)  | 178.063 km | Elena Iabanji                                                           | 3 June 2018       |                                        | Chisinau, Moldavie                   |       |
| 100 m haies         | 12 s 81 (+1.0 m/s) | Maria Kemenchezhi                                                       | 26 juin1982       |                                        | Cottbus, RFA                         |       |
| 400 m haies         | 56 s 11 | Natalia Dudina                                                          | 5 juillet 1988    |                                        | Tallinn, Union Soviétique            |       |
| 3000 m steeplechase | 9 min 36 s 63 | Oxana Juravel                                                           | 15 août 2009      | World Championships                    | Berlin, Allemagne                    | [ 8 ] |
| Saut en hauteur     | 1,97 m | Olga Bolşova                                                            | 5 septembre 1993  | Rieti IAAF Grand Prix                  | Rieti, Italie                        |       |
| Saut à la perche    | 4,15 m | Angelina Zhuk-Krasnova                                                  | 26 juin 2022      | Qosanov Memorial                       | Almaty, Kazakhstan                   | [ 9 ] |
| Saut en longueur    | 6,53 m Modèle:AthAbbr | Lyubov Ratsu                                                            | 28 août 1983      |                                        | Chisinau, Union Soviétique           |       |
| Triple saut         | 14,24 m (+0.6 m/s) | Olga Bolşova                                                            | 28 juin 2003      |                                        | Alcalá, Espagne                      |       |
| Lancer du poids     | 19,85 m | Alexandra Mititelu                                                      | 28 juin1984       |                                        | Tallinn, Union Soviétique            |       |
| Lancer du poids     | 19,59 m | Alexandra Mititelu                                                      | 21 septembre 1985 |                                        | Bakou, Union Soviétique              |       |
| Lancer du disque    | 64,40 m | Alexandra Emilianov                                                     | 28 juin 2021      |                                        | Kiev, Ukraine                        |       |
| Lancer du disque    | 62,13 m | Natalia Artîc                                                           | 4 mars 2012       |                                        | Vila Real de Santo António, Portugal |       |
| Lancer du poids     | 74,70 m | Zalina Petrivskaya                                                      | 22 juin 2019      |                                        | Chisinau, Moldavie                   |       |
| Lancer du javelot   | 54,37 m | Mihaela Tacu                                                            | 21 juin 2014      |                                        | Tbilisi, Géorgie                     |       |
| Heptathlon          | 6423 pts Modèle:AthAbbr | Lyubov Ratsu                                                            | 27–28 août 1983   |                                        | Chisinau, Union Soviétique           |       |
| Heptathlon          | 13.6 (100 m haies), 1.80 m (saut en hauteur), 14.75 m (lancer du poids), 24.2 (200 m) / 6.53 m (saut en longueur), 41.86 m (javelot), 2:11.6 (800 m) |                                                                         |                   |                                        |                                      |       |
| 10 km walk (road)   | 46 min 14 s | Yulia Lisnik                                                            | 11 juillet 1991   |                                        | Kiev, Union Soviétique               |       |
| 20 km walk (road)   | 1h 41 min 30 s | Yulia Lisnik                                                            | 16 septembre 1991 |                                        | Navapolatsk, Biélorussie             |       |
| 4 × 100 m relais    | 45 s 2 Modèle:AthAbbr | Moldavian SSR I. Grigoryeva Natalia Dudina E. Savtchouk Larisa Glavenko | 25 août 1985      |                                        | Tiraspol, Union Soviétique           |       |
| 4 × 400 m relais    | 3 min 35 s 9 Modèle:AthAbbr | Moldavian SSR T. Ivanova Natalia Dudina A. Bologan Larisa Glavenko      | 31 mai 1987       |                                        | Tbilisi, Union Soviétique            |       |